# Takahashi-Korekiyo-Gedenkpark

Takahashi Korekiyo

Der Takahashi-Korekiyo-Gedenkpark (japanisch 高橋是清翁記念公園, Takahashi Korekiyo ō kinen kōen) – ein kleiner Wandelgarten – war ursprünglich der Garten vor dem Wohnsitz des beim Putschversuch vom 26. Februar 1936 getöteten Staatsmannes Takahashi Korekiyo in der Stadt Tokio, Japan.

## Der Park
Das Grundstück mit Takahashis Garten wurde im Oktober 1938 der Stadt Tokio gestiftet, die es in einen Park umwandelte, der im Juni 1941 der Öffentlichkeit übergeben wurde. Bei Luftangriffen während des Pazifikkriegs gingen die meisten Gebäude der Residenz verloren, und die Bronzestatue Takahashis wurde eingeschmolzen. Das verbliebene Gebäude der Residenz wurde nach dem Krieg in den „Edo-Tokio-Park“ in Koganei überführt und ist dort zu sehen. 1955 wurde die Bronzestatue wiederhergestellt und 1975 kam der Park unter Verwaltung des Bezirks Minato.
Der Park wird von der Aoyama-dōri (Nationalstraße 246) und einer Nebenstraße auf zwei Seiten begrenzt. An den beiden anderen Seiten stößt er heute an das Gelände der Kanadischen Botschaft. Die Statue Takahashis befindet sich etwas erhöht am hinteren Ende der Anlage, die Mitte wird von einem kleinen Gewässer eingenommen. Unter den Bäumen stehen alte Statuen und Laternen aus Stein.
Der Garten zeigt sich weitgehend in seiner ursprünglichen Anlage, durch die Straßenverbreiterung der Aoyama-dōri ist er mit 5.320 m² etwas kleiner geworden.

## Galerie

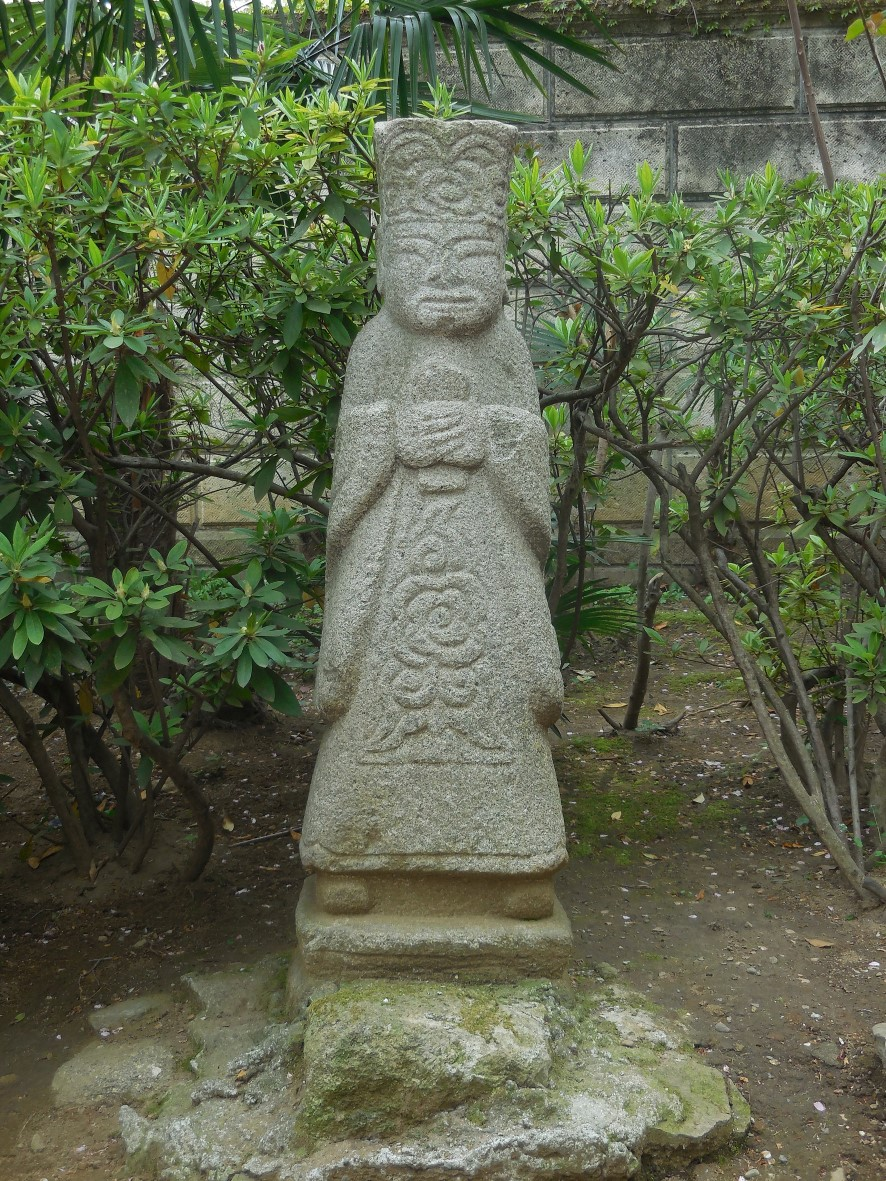
Steinstatue
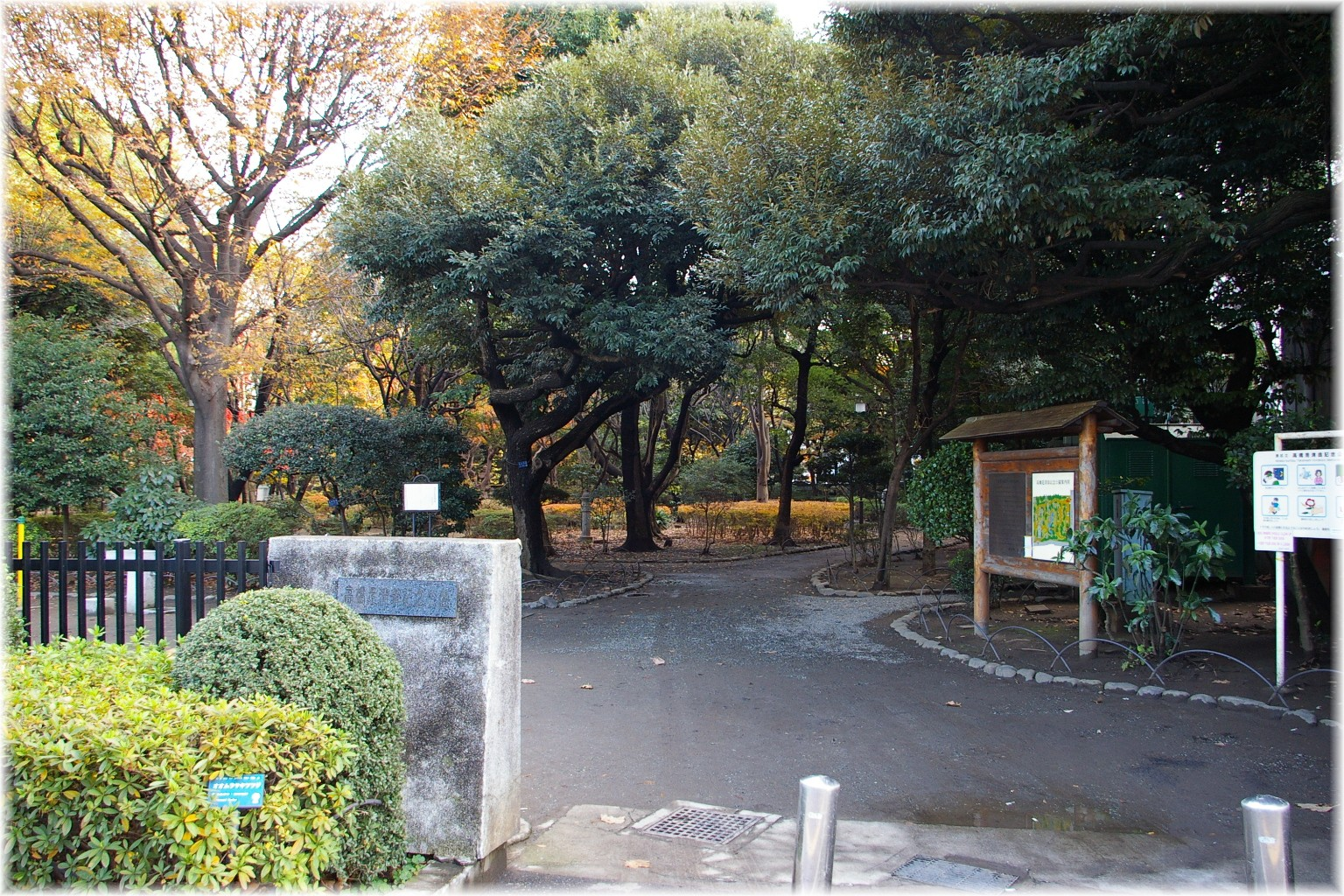
Eingang von der Aoyama-dōri
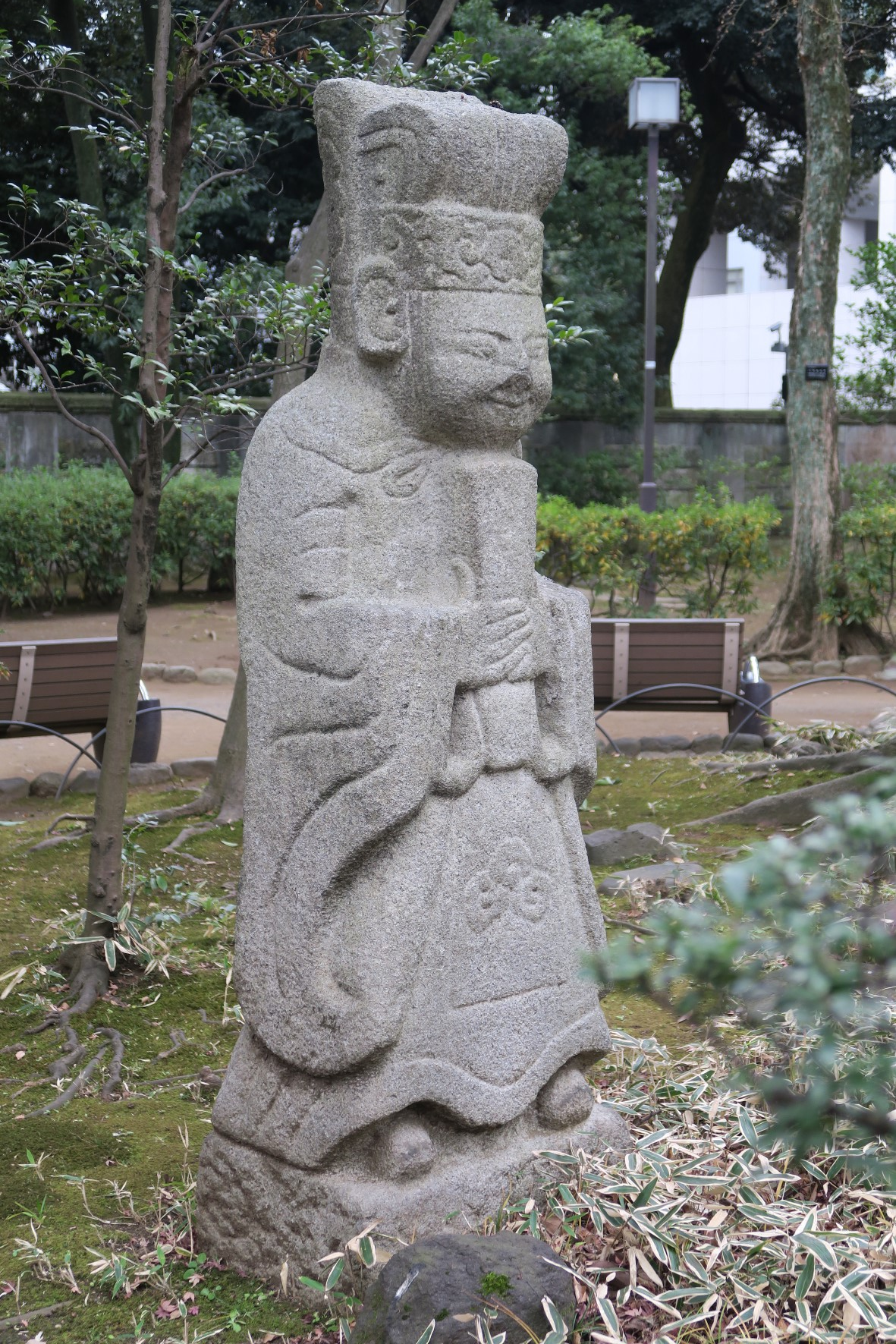
Steinstatue
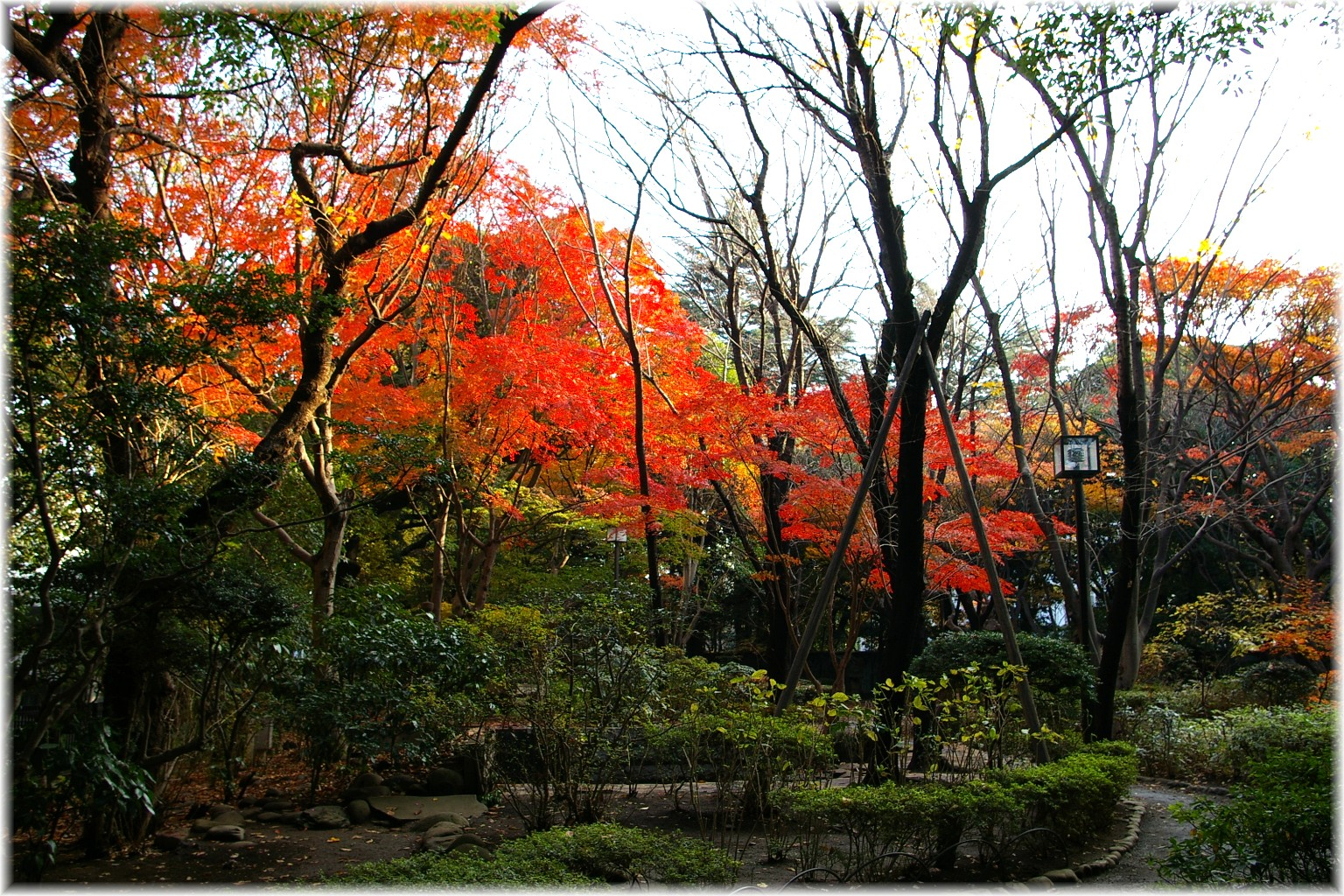
Im Park
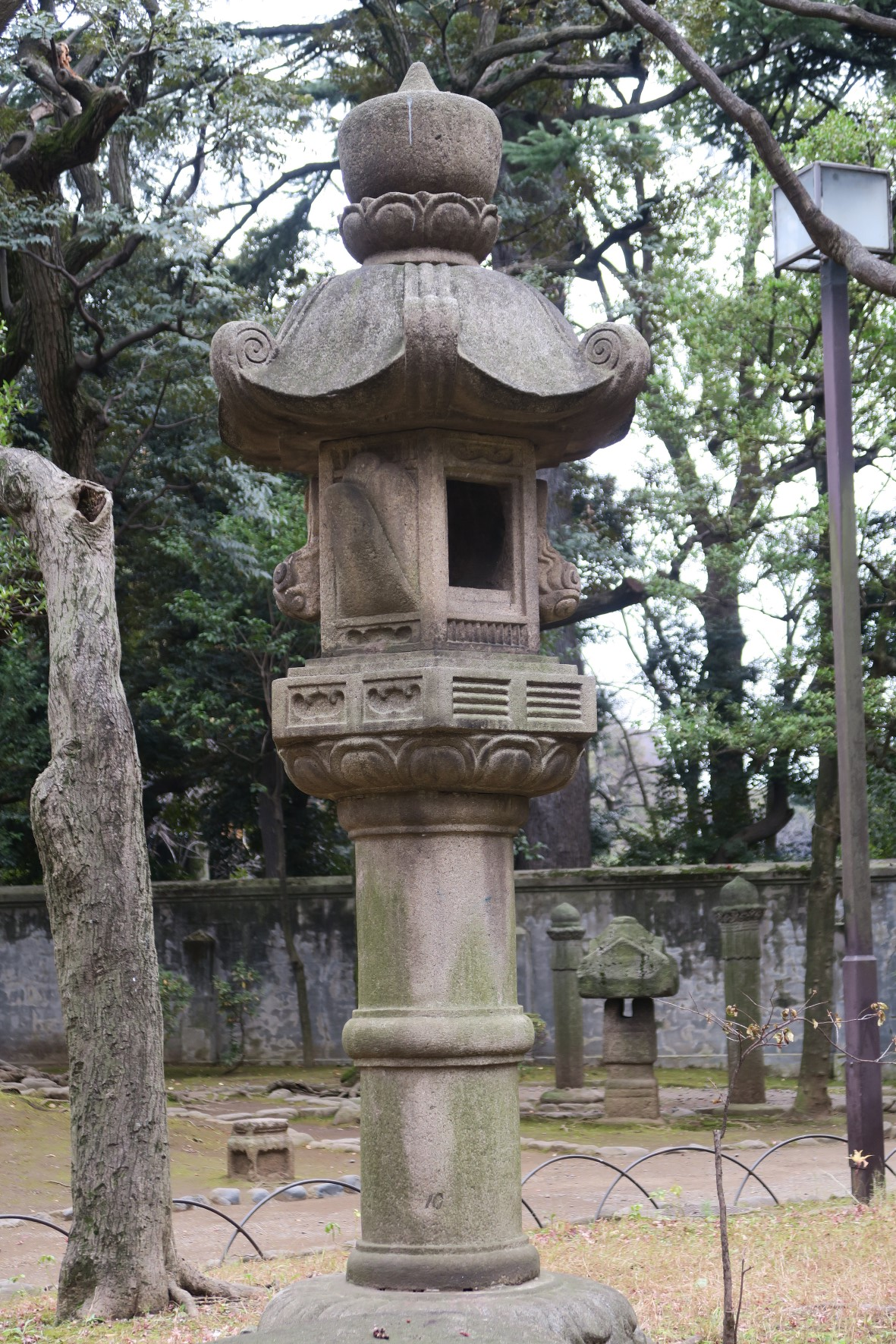
Steinlaterne
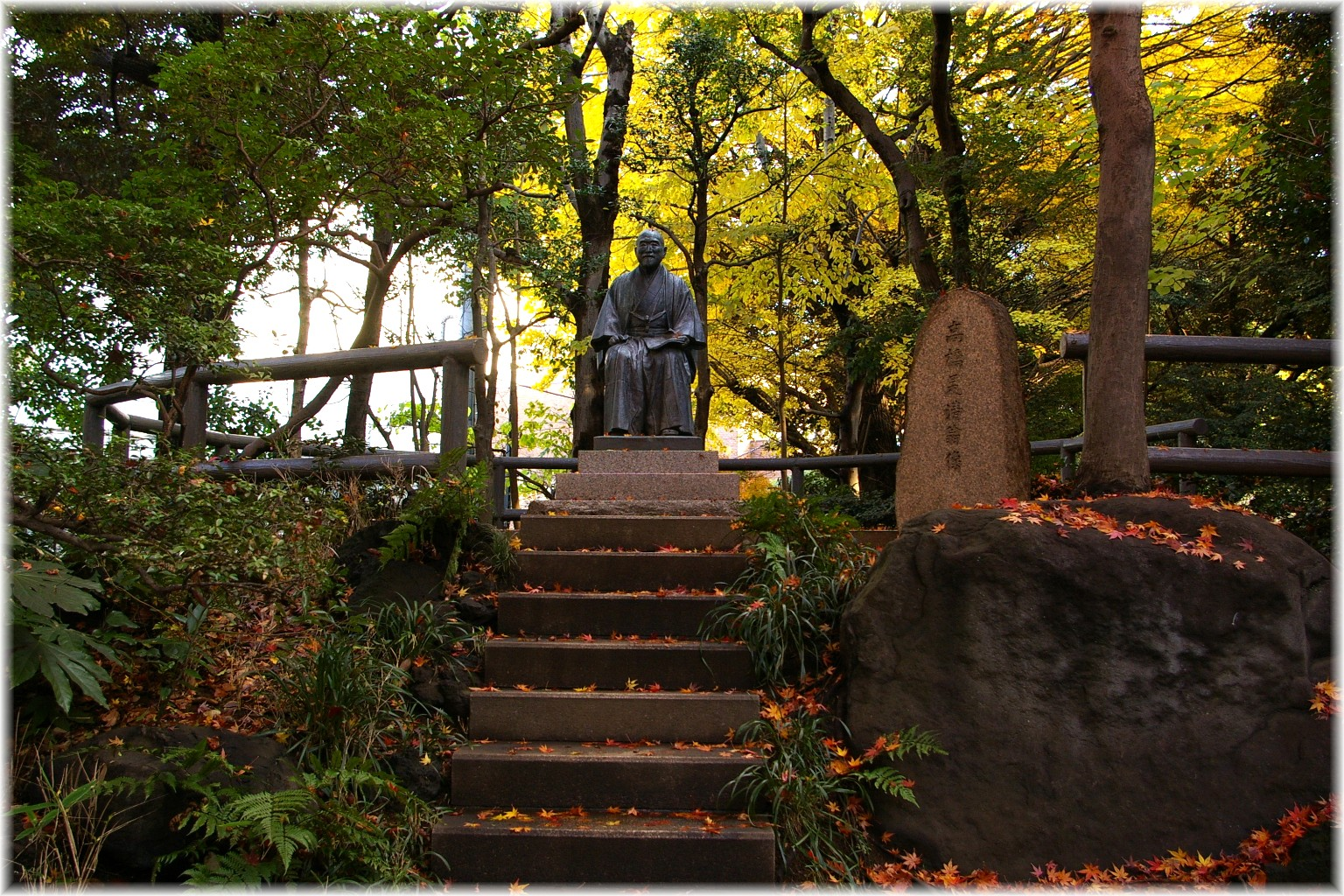
Takahashi Korekiyo
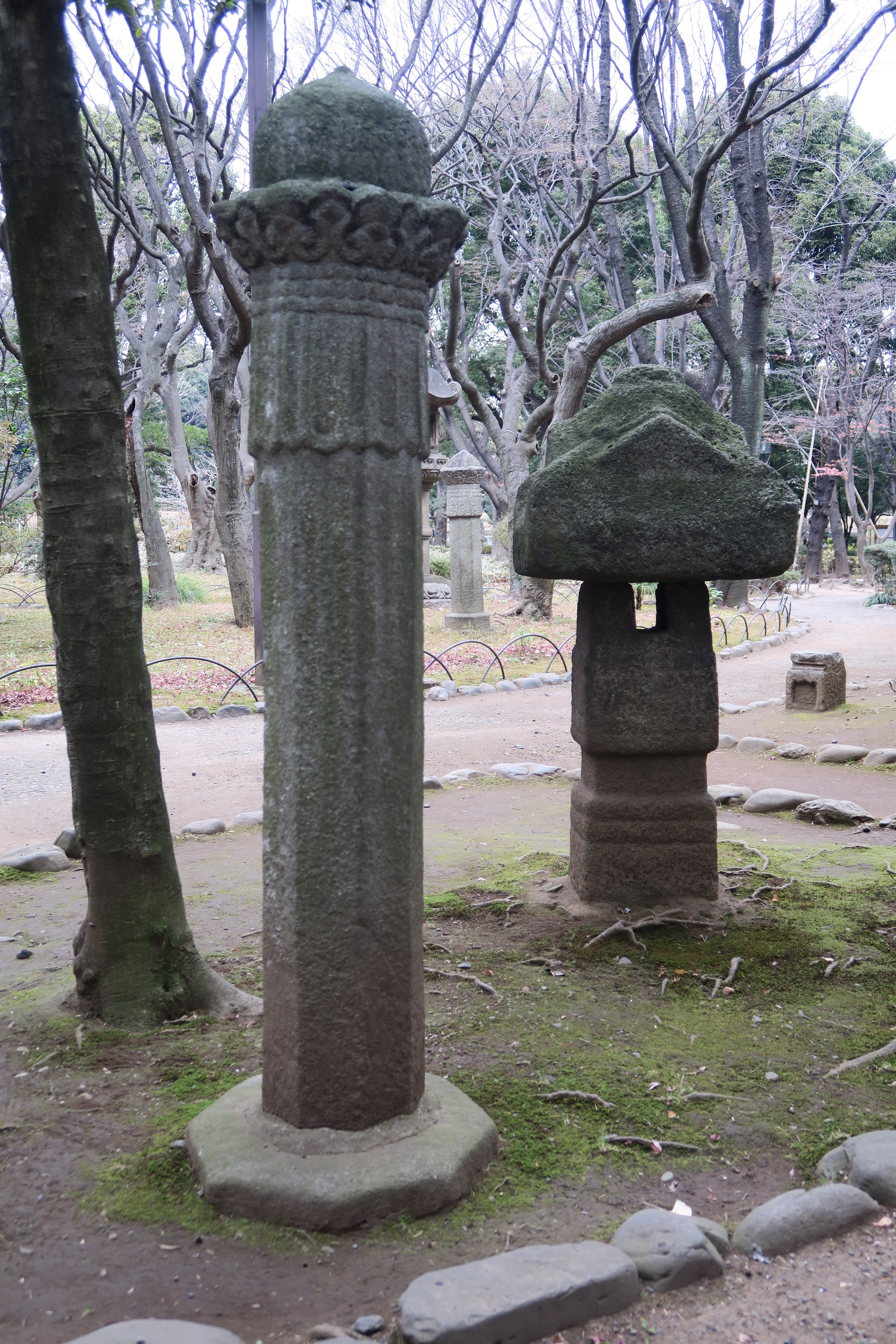
Steinlaternen